# Rotterdam Open 2001 - Qualificazioni doppio
Le qualificazioni del doppio del Rotterdam Open 2001 sono state un torneo di tennis preliminare per accedere alla fase finale della manifestazione. I vincitori dell'ultimo turno sono entrati di diritto nel tabellone principale. In caso di ritiro di uno o più giocatori aventi diritto a questi sono subentrati i lucky loser, ossia i giocatori che hanno perso nell'ultimo turno ma che avevano una classifica più alta rispetto agli altri partecipanti che avevano comunque perso nel turno finale.
Le qualificazioni del torneo prevedevano 4 coppie partecipanti di cui una è entrata nel tabellone principale.

## Teste di serie
1. Nicolas Escudé /  Marc Rosset (Qualificati)

1. Tomas Behrend /  Tuomas Ketola (primo turno)

## Tabellone

### Legenda
| - Q = Qualificato - WC = Wild card - LL = Lucky loser | - ALT = Alternate - SE = Special Exempt - PR = Protected Ranking | - w/o = Walkover - r = Ritirato - d = Squalificato |

|  | Primo turno | Primo turno                    | Primo turno                    | Primo turno | Primo turno |  |  | Ultimo turno | Ultimo turno                   | Ultimo turno | Ultimo turno | Ultimo turno |  |
|  |             |                                |                                |             |             |  |  |              |                                |              |              |              |  |
|  |             |                                |                                |             |             |  |  |              |                                |              |              |              |  |
|  |             |                                |                                |             |             |  |  |              | Vladimir Volčkov Rogier Wassen | 64           | 6            | 4            |  |
|  |             | Vladimir Volčkov Rogier Wassen | Vladimir Volčkov Rogier Wassen | 6           | 6           |  |  | 1            | Nicolas Escudé Marc Rosset     | 7            | 2            | 6            |  |
|  | 2           | Tomas Behrend Tuomas Ketola    | Tomas Behrend Tuomas Ketola    | 2           | 3           |  |  |              |                                |              |              |              |  |